# Зенченко, Татьяна Николаевна
Татьяна Николаевна Зенченко (род. 26 февраля 1978, Владивосток) — российская самбистка, чемпионка и призёр чемпионатов России, Европы и мира, Заслуженный мастер спорта России. Тренировалась под руководством Оксаны Фалеевой и Юрия Леонтьева. Родилась и живёт во Владивостоке. Член сборной команды страны с 2002 года.

## Спортивные результаты
- Чемпионат России по самбо среди женщин 2007 года — ;
- Чемпионат России по самбо среди женщин 2009 года — ;
- Чемпионат России по самбо среди женщин 2010 года — ;
- Чемпионат России по самбо среди женщин 2011 года — ;
- Чемпионат России по самбо среди женщин 2012 года — ;
- Чемпионат России по самбо среди женщин 2013 года — ;
- Чемпионат России по самбо среди женщин 2014 года — ;
- Чемпионат России по самбо 2017 года — ;
- Чемпионат России по самбо 2018 года — ;
- Чемпионат России по самбо 2020 года — ;
- Чемпионат России по пляжному самбо 2021 года — ;